# Wess and the Airedales (album)
Wess and the Airedales è il quarto album dell'omonimo gruppo musicale statunitense, pubblicato dalla Durium (catalogo ms AI 77259) nel 1970.
L'album consiste interamente di cover di artisti che hanno ispirato Wess, come Jerome Kern, Ma Rainey, Harold Arlen, Hoagy Carmichael, Billie Holiday, gli Animals, Billy Roberts e molti altri ancora.

## Tracce

### Lato A
1. Ol' Man River – 2:53 (testo: Oscar Hammerstein II – musica: Jerome Kern; edizioni musicali Chappell)
2. Medley: – 2:53
3. See See Rider – 3:04 (Ma Rainey; edizioni musicali Pickwick)
4. Georgia on My Mind – 3:05 (testo: Stuart Gorrell – musica: Hoagy Carmichael; edizioni musicali Southern)
5. The House of the Rising Sun – 4:25 (tradizionale; edizioni musicali Peter Maurice)

Durata totale: 16:20

### Lato B
1. Stormy Weather – 2:16 (testo: Ted Koehler – musica: Harold Arlen; edizioni musicali Albert)
2. God Bless the Child – 3:23 (testo: Billie Holiday – musica: Arthur Herzog Jr.; edizioni musicali Leed)
3. Summertime (da Porgy and Bess) – 5:15 (testo: Ira Gershwin, DuBose Heyward – musica: George Gershwin; edizioni musicali Chappell)
4. Nobody Knows You When You're Down and Out – 2:46 (Jimmy Cox; edizioni musicali Pickwick)
5. Hey Joe – 2:31 (Billy Roberts; edizioni musicali Third Story)

Durata totale: 16:11